# Gerberligger

Gerberligger met momentenlijn

Een gerberligger of cantileverligger is een op vier of meer steunpunten rustende ligger, waarin om het andere veld scharnierende verbindingen zijn aangebracht op zodanige manier dat een stabiele en statisch bepaalde constructie ontstaat. 
De voor- en nadelen van een gerberligger zijn dezelfde als bij een gekoppelde en scharnierligger. De voordelen zijn onder andere dat dit type ligger eenvoudig is in zijn montage en ongevoelig is voor zettingen in de steunpunten. De stijfheid van de ligger is geringer wat meer doorbuiging tot gevolg heeft dan bij een doorgaande ligger.
Gerberliggers worden wel als brugligger over vier steunpunten toegepast, de scharnieren (s) worden dan in het middelste veld (l2) aangebracht. Eerst worden de twee eindliggers (l1) gebouwd en ten slotte wordt het zwevende middengedeelte (x) tussen de uiteinden van de uitkragende liggers aangebracht. Dergelijke bruggen kunnen in staal of gewapend beton zijn uitgevoerd en voor kleinere overspanningen is hout een geschikt materiaal. De scharnierpunten (s) in de ligger worden daar aangebracht waar het moment nul is en door berekening de juiste maat van het zwevende gedeelte (x) is bepaald.